# Jubba Airways (Somalia)
Jubba Airways (arabisch الخطوط الجوية جوبا, DMG Ďĩyarada Ĕe Ĵubba) ist eine in Nairobi (Kenia), zuvor in den Vereinigten Arabischen Emiraten, ansässige Fluggesellschaft mit einer Zweigniederlassung in Mogadischu, Somalia. Seit Gründung im Jahr 1998 gilt das Unternehmen inoffiziell als „nationale Fluggesellschaft“ Somalias.
Jubba Airways besitzt eine gleichnamige kenianische Tochtergesellschaft, die im Jahr 2008 in Nairobi gegründet wurde. Das Tochterunternehmen führte anfangs nur Charterflüge durch, hat aber im Sommer 2011 Linienflugrechte erhalten und daraufhin den Großteil aller Flüge der Muttergesellschaft übernommen. Diese hat ihren offiziellen Sitz mittlerweile auch nach Nairobi verlegt, besitzt aber weiterhin Geschäftsstellen in Dubai und Mogadischu.

## Geschichte
Jubba Airways wurde am 24. April 1998 von Said Nur Qailie und Abdi Hashi Dalel, zwei kanadischen Unternehmern somalischer Herkunft aus Calgary, mit drei weiteren Partnern aus Somalia gegründet. Mit etwa 800.000 US-Dollar Startkapital von somalischen Investoren mietete das junge Unternehmen ein Büro in Schardscha, in unmittelbarer Nachbarschaft zu Dubai im Nordosten der Vereinigten Arabischen Emirate. Zu dieser Zeit war die Luftfahrt in den Vereinigten Arabischen Emiraten weniger streng geregelt und der Flughafen Schardscha deshalb eine bevorzugte Basis für kleinere Fluggesellschaften aus der ehemaligen Sowjetunion oder für solche mit Sitz in Krisenregionen.
Weil Jubba Airways kein Air Operator Certificate (AOC) besaß, charterte sie eine Iljuschin Il-18D von der kirgisischen Fluggesellschaft Phoenix Aviation zur Betriebsaufnahme. Am 28. Mai 1998, nur einen Monat nach der Gründung, wurde eine Verbindung vom Flughafen Schardscha nach Mogadischu eingerichtet. Es war der erste Flug auf dieser Route seit 1991, als mit dem Beginn des somalischen Bürgerkriegs die staatliche Fluggesellschaft Somali Airlines den Flugbetrieb eingestellt hatte. Da der Flughafen Mogadischu kriegsbedingt geschlossen war, landeten die Iljuschin auf dieser in der Folgezeit dreimal wöchentlich beflogenen Route zunächst auf einem Flugfeld außerhalb der Stadt. Später wurde dann Baledogle, eine ehemalige Militärbasis etwa 60 Meilen vor Mogadischu angeflogen. In den frühen 2000er-Jahren verlegte Jubba Airways ihren Geschäftssitz von Schardscha nach Dubai und beauftragte Phoenix Aviation mit der Aufnahme von Flugdiensten innerhalb Somalias. Eingesetzt wurden Maschinen des Typs Antonow An-24.
Nach den Terroranschlägen am 11. September 2001 in den Vereinigten Staaten führte das Emirat Schardscha eine strengere Regulierung des Flugbetriebs für seinen Flughafen ein, wodurch Jubba Airways ihre Flüge von dort nach Mogadishu einstellen musste. Auf den innersomalischen Routen wurde der Betrieb fortgesetzt. Um das Jahr 2006 erlebte Somalia unter der Union islamischer Gerichte zumindest um die Hauptstadt eine Phase der Stabilität, in der auch der Flughafen Mogadishu wiedereröffnet und vor allem dem inländischen Flugbetrieb von Jubba Airways ein vorübergehend starkes Wachstum ermöglicht wurde.
Abdullahi Warsame, der heutige Geschäftsführer, kam im Jahr 2003 ins Unternehmen. Nach dem Konkurs der Partnergesellschaft Phoenix Aviation beauftragte er im Jahr 2005 die kirgisische Air Bishkek sowie deren in Schardscha ansässige Schwestergesellschaft Eastok Avia mit der Fortsetzung des Flugbetriebs auf Wet-Lease-Basis. Zum Einsatz kamen unter anderem gemietete Boeing 737-200. Abdullahi Warsame leitete gleichzeitig zwei entscheidende Veränderungen ein. Statt weiter auf kurzfristige Mietverhältnisse zu setzen, strebte er das längerfristige Leasing von Flugzeugen an, was die Erstellung von verlässlicheren Flugplänen ermöglichte. Zudem plante er, die Gesellschaft in Kenia zu registrieren, dort ein Air Operator Certificate (AOC) zu beantragen und damit Jubba Airways international zu legitimieren. Eine luftrechtliche Registrierung der Gesellschaft in Somalia war unmöglich, weil sich die dortige Luftfahrtbehörde infolge des Bürgerkriegs aufgelöst hatte.
Im Jahr 2008 gründete Jubba Airways ein gleichnamiges Tochterunternehmen in Kenia, das im Folgejahr ein kenianisches Air Operator Certificate (AOC) erhielt, anfangs beschränkt auf internationale Charterflüge. Während die erste Jubba Airways ihren Flugbetrieb hauptsächlich auf den somalischen Inlandrouten fortsetzte, erhielt die kenianische Tochtergesellschaft am 14. Januar 2011 eine Erlaubnis für internationale Linienflüge von Nairobi nach Dschibuti, Dschidda, Dubai und Entebbe. Im Jahr 2014 folgten Linienrechte für das Tochterunternehmen für Flüge innerhalb Kenias sowie für weitere von Kenia ausgehende internationale Verbindungen. Etwa zur gleichen Zeit verlegte auch die bis dahin in Dubai ansässige Muttergesellschaft ihren Geschäftssitz offiziell nach Nairobi. Beide Unternehmen blieben nebeneinander bestehen, wobei die Tochtergesellschaft nahezu alle internationalen Strecken bedient und die ursprüngliche Jubba Airways lediglich Fokker 50 innerhalb Somalias einsetzt.
Im Februar 2015 gründeten die Eigentümer von Jubba Airways und der Daallo Airlines aus Dschibuti eine Holding namens African Airways Alliance, in die sie ihre Fluggesellschaften einbrachten. Nach dem Besitzerwechsel setzen Jubba Airways und Daallo Airlines den Flugbetrieb unter ihren bisherigen Markennamen fort.

## Flotte

### Aktuelle Flotte
Mit Stand Januar 2023 besteht die Flotte der Jubba Airways aus einer 34,7 Jahre alten Fokker 50, betrieben durch die Asia Airways.

### Ehemalige Flugzeugtypen
Zuvor betrieb die Gesellschaft auch Flugzeuge der Typen 
- Antonow An-24
- Antonow An-30
- Boeing 737-200
- Iljuschin Il-18.

## Zwischenfälle

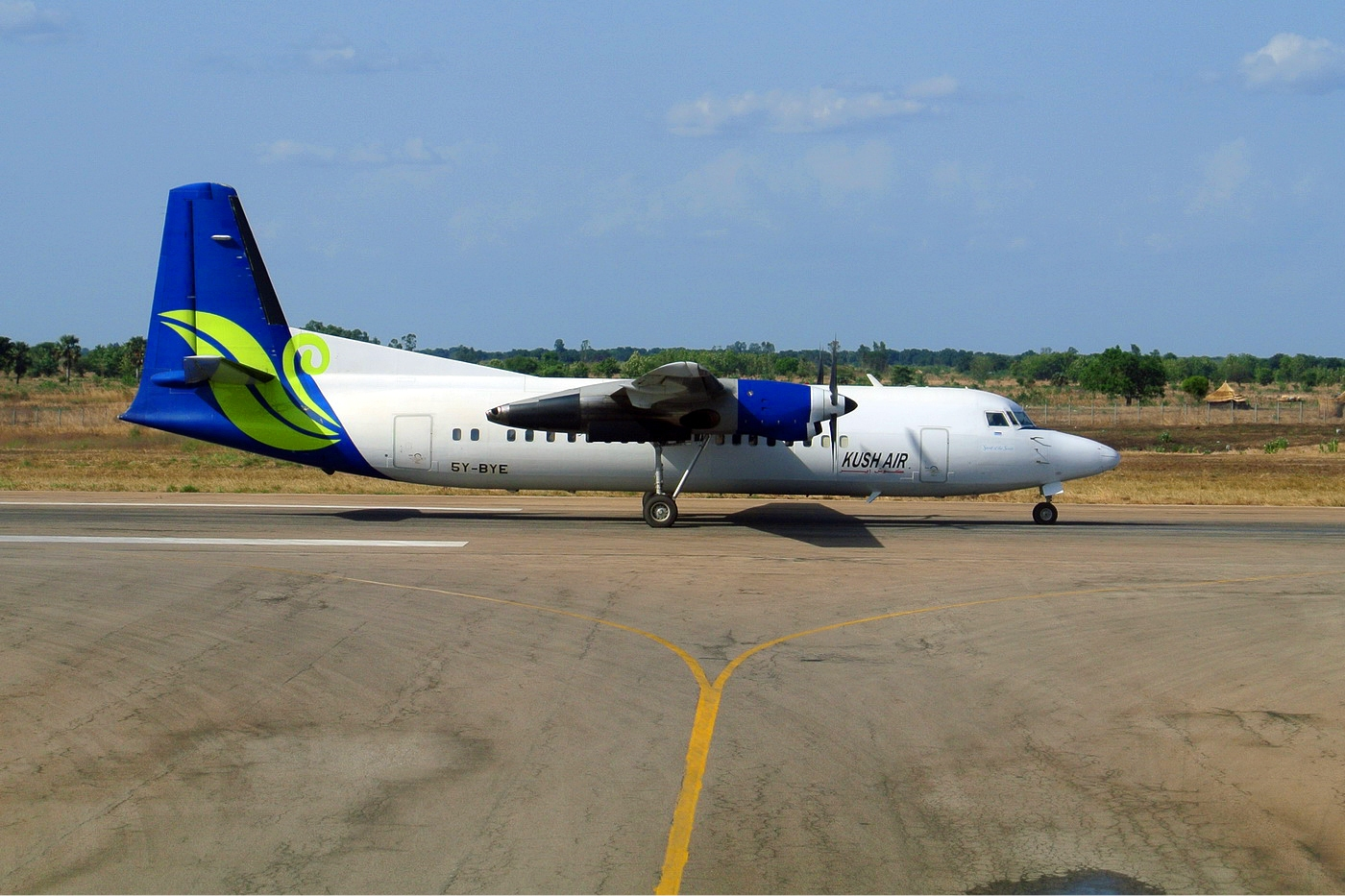
Die am 6. September 2014 verunglückte Fokker 50 (Kennzeichen 5Y-BYE)

Die Gesellschaft verzeichnete in ihrer Geschichte drei Zwischenfälle, bei denen das Flugzeug abgeschrieben werden musste:
- Am 28. April 2012 verunglückte eine Antonow An-24 (Luftfahrzeugkennzeichen 3X-GEB) mit 32 Passagieren und vier Mann Besatzung an Bord bei der Landung am Flughafen Hargeysa. Die An-24 landete hart, stieg noch einmal in die Luft und landete erneut, wobei sich die Tragfläche teilweise vom Rumpf des Flugzeuges löste.[5]

- Am 6. September 2014 verunglückte eine Fokker 50 (von Skyward Express mit dem Kennzeichen 5Y-BYE) mit 24 Personen an Bord bei der Landung am Flughafen Gaalkacyo.[6] Die Fokker kam von der Landebahn ab und rutschte über eine Böschung in die Flughafenumzäunung. Das rechte Fahrwerk klappte zusammen, die Tragfläche wurde zum Teil beschädigt und das Flugzeug zum wirtschaftlichen Totalschaden.[7]

- Am 18. Juli 2022 befand sich eine 30,5 Jahre alte Fokker 50 der Jubba Airways (5Y-JXN) auf einem Inlandsflug vom Flughafen Baidoa aus. Bei der Landung auf dem Flughafen Aden Adde International Airport in Mogadishu schlug die Maschine hart auf, wobei die linke Tragfläche an der Flügelwurzel abbrach. Daraufhin überschlug sich das Flugzeug. Alle 36 Insassen überlebten den Totalschaden.[8][9]

## Trivia
Jubba Airways ist nach dem gleichnamigen Fluss benannt worden, der durch den Süden Somalias verläuft.